# سو لويد
سو لويد (بالإنجليزية: Sue Lloyd) هي عارضة وممثلة بريطانية، ولدت في 7 أغسطس 1939 في المملكة المتحدة، وتوفيت في 20 أكتوبر 2011 بلندن في المملكة المتحدة بسبب سرطان.

## وصلات خارجية
- سو لويد على موقع IMDb (الإنجليزية)
- سو لويد على موقع ألو سيني (الفرنسية)
- سو لويد على موقع ميوزك برينز (الإنجليزية)
- سو لويد على موقع أول موفي (الإنجليزية)
- سو لويد على موقع قاعدة بيانات الأفلام السويدية (السويدية)
- سو لويد على موقع قاعدة بيانات الفيلم (الإنجليزية)
- سو لويد على موقع كينوبويسك (الروسية)